# Tonatia bidens
Tonatia bidens är en däggdjursart som först beskrevs av Johann Baptist von Spix 1823.  Tonatia bidens ingår i släktet Tonatia och familjen bladnäsor. Inga underarter finns listade.
Individerna blir med svans 57 till 95 mm långa, svansen saknas eller den är upp till 21 mm lång och vikten ligger mellan 23 och 27 g. Arten har 14 till 16 mm långa bakfötter, underarmar som är 54 till 57 mm långa och 18 till 32 mm stora öron. Pälsen på ovansidan har en ockra till svartbrun färg med röda nyanser och undersidan är täckt av ljusare gråaktig päls med ljusbruna nyanser. På den del av underarmarna som ligger nära kroppen finns päls. Svansflyghuden är inte förminskad. Artens tandformel är I 2/1, C 1/1, P 2/3, M 3/3. Den diploida kromosomuppsättningen har 16 kromosomer.
Denna fladdermus förekommer i centrala Brasilien, Bolivia, Paraguay och angränsande delar av norra Argentina. Den hittas vanligen i fuktiga skogar men den uppsöker även torra regioner. Arten vilar oftast i trädens håligheter. Den äter frukter, insekter och småfåglar. Tonatia bidens jagar ofta över vattendrag eller pölar. Individerna vilar i trädens håligheter, ibland tillsammans med andra fladdermöss. I Peru var honor dräktiga med tva ungar.
IUCN kategoriserar arten globalt som otillräckligt studerad.